# 厳州府
厳州府（げんしゅうふ）は、中国にかつて存在した府。元末から民国初年にかけて、現在の浙江省杭州市南西部に設置された。

## 概要
1362年、朱元璋により建徳府は厳州府と改称された。明のとき、厳州府は浙江省に属し、建徳・寿昌・淳安・遂安・桐廬・分水の6県を管轄した。
清のとき、厳州府は浙江省に属し、建徳・寿昌・淳安・遂安・桐廬・分水の6県を管轄した。
1913年、中華民国により厳州府は廃止された。